# Lista de vereadores de Euclides da Cunha da 11.ª legislatura
Esta é a lista de vereadores de Euclides da Cunha para a legislatura 1989–1992.

## Vereadores
Das treze vagas em disputa, o placar foi de sete para PFL e seis para o PMDB.
|    | Nome                                                                                                 | Partido | Votos | Observações |
| -- | --- | ------- | ----- | ----------- |
| 1  | Hilton de Abreu Celestino, Durão (Euclides da Cunha, 09.08.1950-)                                    | PMDB    | 660   |             |
| 2  | Luiz Agres de Carvalho, Lula (Euclides da Cunha, 27.02.1946–Salvador, 30.04.2012)                    | PFL     | 652   |             |
| 3  | Romilton Campos (Euclides da Cunha, 21.11.1961–)                                                     | PFL     | 635   |             |
| 4  | Bolivar Francisco Alves (Euclides da Cunha, 05.02.1942–)                                             | PMDB    | 595   |             |
| 5  | José Rehem (Euclides da Cunha)                                                                       | PFL     | 538   |             |
| 6  | José Dantas Lima, Zezé Lima (1991-1992) (Euclides da Cunha, 04.07.1929–Euclides da Cunha,14.10.2019) | PFL     | 512   |             |
| 7  | Antônio Avelino de Santana (1989-1990) (Euclides da Cunha, 27.10.1944–)                              | PFL     | 509   |             |
| 8  | Etelvir Emílio Cardoso (Euclides da Cunha, 15.11.1961-)                                              | PMDB    | 482   |             |
| 9  | Jonas Rodrigues de Abreu (Euclides da Cunha, 07.03.1952-)                                            | PFL     | 479   |             |
| 10 | Rubem Ribeiro Bastos (Euclides da Cunha, 15.11.1949-)                                                | PFL     | 478   |             |
| 11 | Edésio Ferreira Lima (Euclides da Cunha, 26.05.1955–)                                                | PMDB    | 444   |             |
| 12 | Vilobaldo Souza (Euclides da Cunha, 17.11.1942-)                                                     | PMDB    | 425   |             |
| 13 | José Wilsom Matos Vitor (Euclides da Cunha, 08.03.1960–)                                             | PMDB    | 418   |             |

## Legenda
| Cor  | Significado          |
| Bege | Presidente da Câmara |
| Azul | Suplente             |

## Composição das bancadas
| Partido | Líder | Bancada | Posição  |
| ------- | ----- | ------- | -------- |
| PFL     |       | 7 / 13  | Governo  |
| PMDB    |       | 6 / 13  | Oposição |

| Bloco    | Líder | Bancada |
| -------- | ----- | ------- |
| Governo  |       | 7 / 13  |
| Oposição |       | 6 / 13  |

## Mesa Diretora
| Mesa Diretora (1989-1990)  |                       |                        |         |                           |
| Nome                       | Início do mandato     | Fim do mandato         | Partido | Cargo                     |
| Antônio Avelino de Santana | 1º de janeiro de 1989 | 31 de dezembro de 1990 | PFL     | Presidente da Câmara      |
| Rubem Ribeiro Bastos       | 1º de janeiro de 1989 | 31 de dezembro de 1990 | PFL     | Vice-presidente da Câmara |
| Luiz Agres de Carvalho     | 1º de janeiro de 1989 | 31 de dezembro de 1990 | PFL     | 1º Secretário             |
| José Rehem                 | 1º de janeiro de 1989 | 31 de dezembro de 1990 | PFL     | 2º Secretário             |